# Poblat iber de Sant Antoni
El poblat iber de Sant Antoni és un jaciment arqueològic pertanyent a la tribu dels ilercavons situat al cim sud de l'allargat turó de Sant Cristòfol, a un quilòmetre de la localitat de Calaceit, a la comarca del Matarranya (Franja de Ponent, província de Terol).
Va ser excavat per l'arqueòleg calaceità Juan Cabré i per Pere Bosch i Gimpera (de l'Institut d'Estudis Catalans) entre els anys 1903 i 1919, i bona part dels materials que es van recuperar es localitzen en l'actualitat en el Museu d'Arqueologia de Catalunya, a Barcelona.
El poblat es troba excavat íntegrament, i poden apreciar-se dues fases d'ocupació: una primera, que abasta els segles V i IV aC, mostra una ocupació principalment sobre la part més elevada del turó; i una segona fase esdevé al segle iii aC, durant la qual es va ampliar el nucli principal vessants avall, aprofitant aterrossaments per construir nous habitatges, i envoltant el conjunt amb una muralla i diverses torrasses. Aquesta etapa d'esplendor arribaria a la fi possiblement amb la conquesta romana.
L'urbanisme del poblat es caracteritza per un eix central que articula el conjunt d'habitatges, de planta rectangular i de fins a dues altures, disposades en aterrossaments al llarg del vessant occidental, comunicats mitjançant carrers empedrats. Al nord del recinte emmurallat es localitza l'entrada principal, al costat d'una bassa que recollia l'aigua de pluja.